# COVID-19 на Мартинике
В статье описывается распространение новой коронавирусной инфекции COVID-19 на Мартинике, вызываемой коронавирусом SARS-CoV-2, а также последствия пандемии COVID-19 для Мартиники.
По состоянию на 7 сентября 2021 года на Мартинике подтверждено 38 616 случаев COVID-19 и 499 смертей.

## Предыстория
12 января 2020 года Всемирная организация здравоохранения (ВОЗ) подтвердила, что новый коронавирус стал причиной респираторного заболевания у группы людей в городе Ухань, провинция Хубэй, Китай, о чём было сообщено в ВОЗ 31 декабря 2019 года.
Коэффициент летальности от COVID-19 намного ниже, чем от SARS 2003 года, но передача была значительно выше, со значительным общим числом погибших.

## Хронология
5 марта 2020 года были подтверждены первые два случая заражения COVID-19. К 15 марта на Мартинике подтвердились 15 случаев заражений и 1 смерть.
20 марта 2020 года префект Мартиники издал ограничительный указ, запрещающий на месяц доступ ко всем пляжам и рекам острова, а также запрещающий пешие прогулки.
13 июля 2021 года возле префектуры Форт-де-Франс прошла акция протеста против введения комендантского часа и требования о вакцинации медицинских работников.
30 июля 2021 года Мартиника снова закрылась. Магазины закрыты, кроме продуктовых магазинов и аптек.
10 августа 2021 года была введена более строгая изоляция, чтобы предотвратить поражение больниц четвёртой волной инфекций.